# Lycosa storeniformis
Lycosa storeniformis là một loài nhện trong họ Lycosidae.
Loài này thuộc chi Lycosa. Lycosa storeniformis được Eugène Simon miêu tả năm 1910.